# Rodijelj (Foča, BiH)
Rodijelj je naseljeno mjesto u općini Foča, Republika Srpska, BiH. Daytonskim sporazumom naselje Rodijelj našlo se u dva entiteta, pa u Federaciji BiH postoji Rodijelj (Foča-Ustikolina, BiH). Sjeverno su Lokve, a južno je Marevo koje je također podijeljeno entitetskom granicom.
Gornji Rodijelj pripojen je naselju Rodijelj 1952. godine.
Rodijelj je 1962. povećan pripajanjem naselja Kovačića (U), Pobiranovića, Strganaca i Štuka. (Sl.list NRBiH, br.47/62).

## Stanovništvo
| Narod     | Popis 1961. | Popis 1971. | Popis 1981. | Popis 1991. | Popis 2013. |
| --------- | ----------- | ----------- | ----------- | ----------- | ----------- |
| Hrvati    |             |             |             |             |             |
| Muslimani | 63          | 361         | 318         | 196         |             |
| Srbi      |             | 168         | 111         | 62          |             |
| ostali    |             | 3           | 2           |             |             |
| Ukupno    | 63          | 532         | 431         | 258         | 32          |